# Jamboree mondial de 1929
Le jamboree mondial de 1929 est le troisième jamboree scout.
Il se tient dans Arrowe Park à Birkenhead en Angleterre et rassemble près de 56 000 scouts venus de 67 pays, ainsi que 320 000 visiteurs.

## L'organisation du camp
Durant ce jamboree a lieu la première Promesse scoute. Baden Powell est anobli et devient Lord Baden-Powell of Gilwell. 
Une flèche d'or est le symbole de ce jamboree. Une flèche de bois dorée sera remise aux nations avec les mots : « Maintenant, je vous renvoie dans vos patries portant le signe de la paix, de la bonne volonté et de la camaraderie pour tous les hommes. Désormais, la paix et la bonne volonté sont symbolisées par une flèche d'or. Continuez à répandre ce symbole afin que tous puissent connaître la fraternité entre les hommes » (Baden-Powell). 
À nouveau, les différents scouts présents jouent des scènes de leur histoire: danses sioux, bataille irlandaise, druides du pays de Galles, combat des Saint-George et du dragon par les Belges, etc. et de nombreuses démonstrations des techniques scoutes. Le Prince de Galles loge au camp. 
Un camp de presse est également organisé qui informe le public britannique sur la vie et le programme du jamboree ; un petit journal est sorti à 38 000 exemplaires par jour.